# Der Fürst und das Mädchen
Der Fürst und das Mädchen ist der Titel einer deutschen Fernsehserie, die zwischen 2002 und 2007 produziert wurde.

## Produktion
Die Serie wurde am Wasserschloss Glücksburg in Schleswig-Holstein gedreht. Weitere Schauplätze waren die Hamburger Außenalster sowie der Hafen.

## Handlung

### 1. Staffel

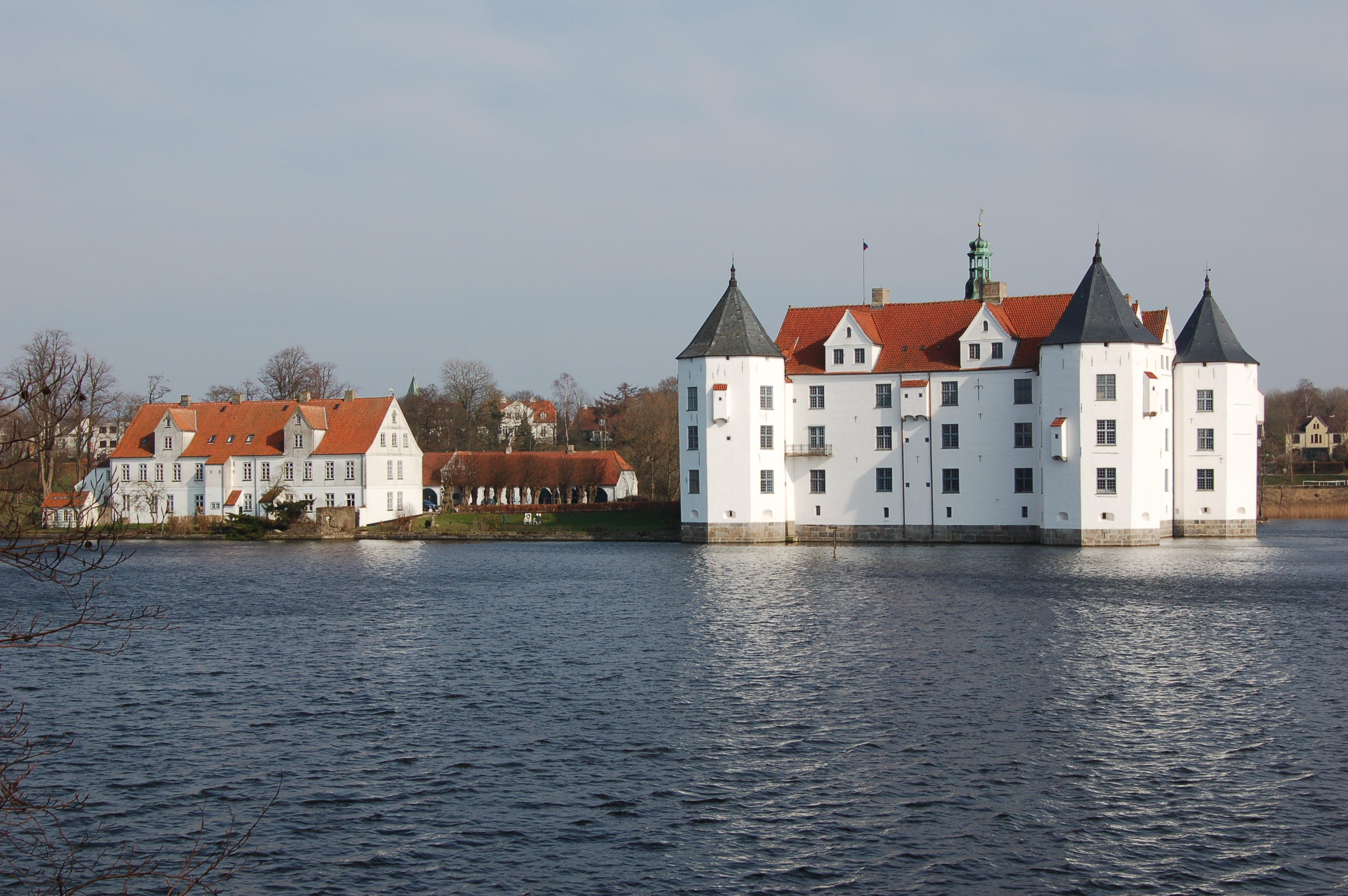
Das Glücksburger Wasserschloss, das in der Serie Schloss Thorwald heißt und der Stammsitz des Fürsten ist.

Der unverheiratete und kinderlose Fürst Friedrich von Thorwald, Chef des gleichnamigen Adelsgeschlechts und Herr über ein großes Wirtschaftsimperium, liegt im Sterben. Er möchte allerdings verhindern, dass seine ungeliebte Schwester Fürstin Beate ihn beerbt, und benötigt daher gemäß den Familienstatuten einen männlichen Nachkommen, der die Geschäfte der Thorwalds später übernehmen wird. Der Fürst hat seinen guten Freund und Berater Dr. Ulrich Gesswein deswegen gebeten, sich nach einer passenden Frau umzusehen, die seinen Erben zur Welt bringen kann. Gesswein präsentiert Friedrich daraufhin Fotos einiger Frauen und der Fürst entscheidet sich für die scheinbar bürgerliche Ursula Kaminski. Sie befindet sich zu diesem Zeitpunkt in Untersuchungshaft, da sie versucht hatte, in das Haus eines Bankiers einzubrechen, den sie für ihren Vater gehalten hatte. Dr. Gesswein engagiert den Detektiv Paul Danner, der mit Hilfe eines Anwalts und einer größeren Summe Geldes dafür sorgen soll, dass die junge Ursula das Gefängnis wieder verlassen kann. Nachdem Danner ihr zugesagt hat, dass sie erfahren solle, wer ihre leiblichen Eltern sind, erklärt sie sich mit den zunächst gestellten Bedingungen einverstanden. Als ihr jedoch wenig später mitgeteilt wird, dass ihre Gegenleistung in der Austragung eines fürstlichen Nachkommen besteht, will sie den Fürsten zuvor persönlich treffen. Die im Schloss stattfindende Zusammenkunft und alle anderen Aktivitäten in den Räumlichkeiten des Fürsten werden heimlich von dessen Neffen Benjamin über einige Kameras beobachtet. Aber auch Beate ahnt bald, dass ihr Bruder etwas im Schilde führt. Um seinen Tod herbeizuführen, lässt sie ihren Fechtlehrer und Geliebten Dr. Jennewein ein wirkungsloses Medikament herbeischaffen, gegen das sie das Insulin des Fürsten austauscht. Dabei wird sie von ihrem Sohn Benjamin beobachtet. Ursula hat sich unterdessen dazu entschlossen, die Mutter von Friedrichs Kind zu werden. In einer Klinik wird sie künstlich befruchtet. Während eines Besuches beim Fürsten entdeckt Ulrich Gesswein die gefälschten Insulin-Ampullen und schickt sie an ein Labor. Es stellt sich heraus, dass eine Kochsalzlösung enthalten war. Von Benjamin erfährt Gesswein, dass Beate hinter diesem Anschlag steckt.
Mittlerweile hat Jennewein Danners Assistenten bestochen und gelangt so an Unterlagen über Ursula Kaminski, in denen Beate liest, dass Graf Lichtenthal Ursulas Vater ist. Nun entbrennt zwischen Beate auf der einen und dem Fürsten mit Dr. Gesswein auf der anderen Seite ein erbitterter Kampf. In dessen Verlauf manipuliert Danners Assistent den Wagen von Ursulas bester Freundin Jutta, so dass es zu einem Unfall kommt. Jutta stirbt, während Ursula leicht verletzt überlebt. Der Detektiv Danner vertauscht daraufhin die Handtaschen der Frauen und so wird gemeldet, dass Ursula das Todesopfer sei. Von nun an weiß nur noch Danner, wo Ursula sich aufhält. Kurze Zeit später zeigt eine Untersuchung, dass der Fürst Vater eines Sohnes werden wird. Er und Ursula heiraten in aller Heimlichkeit. Nach der Zeremonie verfolgt Benjamin Danners Wagen und findet heraus, wohin Ursula gebracht wird. Ein Rückschlag für ihn ist allerdings, dass seine Mutter Beate dahinterkommt, dass er eine Überwachungsanlage im Schloss installiert hat. Sie sorgt für deren Entfernung und vernichtet somit auch die Aufnahmen von dem Medikamententausch, mit denen Gesswein sie unter Druck gesetzt hatte. In der Folge setzt sie alles daran, die Macht im Konzern an sich zu reißen, muss aber bald erkennen, dass Ursula ihr entschlossen die Stirn bietet. Danner taucht wenig später mit Ursula in Österreich unter, doch Beate hat dafür gesorgt, dass ihr von ihrer Gunst abhängiger Schwiegersohn Gernot den Spuren der beiden folgt. Im letzten Moment schreckt er allerdings davor zurück, Ursula umzubringen.

### 2. Staffel

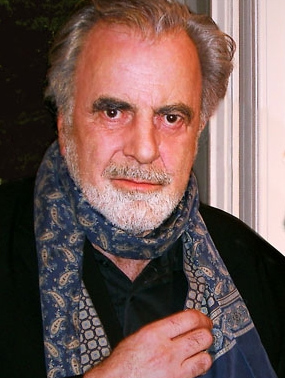
Fürst Friedrich gespielt von Maximilian Schell

Fürst Friedrich feiert gut gelaunt Geburtstag. Dieser Umstand erregt Beates Misstrauen, denn schließlich glaubt sie, für den Tod seiner Frau Ursula gesorgt zu haben. Tatsächlich weilt diese gemeinsam mit Gräfin Laura von Boronski im fürstlichen Stadtpalais, abgeschottet von der Außenwelt. Dort soll die werdende Mutter bis zur Geburt bleiben. Bewacht wird sie von dem ehemaligen Polizisten Leo Bachschuster. Doch nicht einmal er kann verhindern, dass die lebensfrohe Fürstin unvorsichtig das Palais verlässt. Dabei beobachtet sie Beates Assistent Söhnlein, der einige Fotos macht, dabei jedoch von Ursula entdeckt wird. Vor Schreck läuft sie daraufhin in ein Auto und bleibt bewusstlos liegen. Umgehend lässt Beate ihre Schwägerin in die Klinik von Professor Oberndorf bringen und zwingt ihn dazu, Ursulas Kind verschwinden zu lassen. Den Eltern wird daraufhin mitgeteilt, ihr Sohn sei bei dem neuerlichen Unfall ums Leben gekommen. Ursula kann das nicht glauben und beauftragt Leo damit, die Umstände ihres Unfalls aufzuklären. Ihm gelingt es, herauszufinden, dass eine Krankenschwester aus der Klinik sich kürzlich hat beurlauben lassen. Gerade noch rechtzeitig kann der kleine Nicolai befreit werden und zu seiner Mutter zurückkehren. Besagte Krankenschwester fliegt dennoch nach Brasilien – allerdings ohne das Kind –, um Beate und Professor Oberndorf in Sicherheit zu wiegen. Nicht einmal Friedrich erfährt, dass sein Sohn lebt. Deshalb will er nun Ursula als seine Alleinerbin einsetzen. Als diese sich indes mehr und mehr von ihm zurückzieht, verspricht er ihr, sie zu ihrer leiblichen Mutter nach Großbritannien zu bringen. Beate wirft zwischenzeitlich Gernot aus der Firma, weil er es nicht fertiggebracht hat, Ursula zu töten. Da ihre Mutter auch auf eine rasche Scheidung dringt, begeht Cynthia einen Selbstmordversuch, denn sie liebt ihren Mann. Bald muss sie sich zwischen den beiden entscheiden.
Ursula steht ebenfalls vor einer wichtigen Entscheidung: Entweder sie wird Friedrichs Erbin oder sie lässt sich scheiden. Zunächst tendiert sie zur Scheidung, doch dann reist überraschend ihre Mutter Christine Duchess of Stoneham an, die ihrer Tochter bei deren Besuch brüsk die Tür vor der Nase zugeschlagen hatte. Zwischen den beiden kommt es zu einer klärenden Aussprache. Beate ist nach all ihren Niederlagen der Verzweiflung nah und so gibt sie Friedrich gegenüber zu, für sämtliche schrecklichen Geschehnisse der letzten Zeit verantwortlich zu sein. Dieser nutzt die Gelegenheit und vertreibt seine Schwester aus dem Schloss ins Stadtpalais. Laura muss somit zu Ursula, Friedrich und Nicolai ziehen. Mittlerweile ist Ursula damit einverstanden, die Verantwortung in der Holding zu übernehmen. Ausgerechnet an ihrem ersten Arbeitstag muss Friedrich aber das Bett hüten und lediglich Dr. Gesswein steht ihr zur Seite. An diesem Tag trifft sie zum ersten Mal auf Robert Castrop, einen Mitarbeiter der Holding, der zum Direktor für Banking und Investment aufsteigen möchte. Dies nutzt Beate aus, um wieder einmal zu versuchen, Ursula aus der Firma zu drängen. Sie instruiert Castrop, sich privat mit Ursula zu treffen und ein Verhältnis mit ihr anzufangen. Tatsächlich endet ein Gespräch über die landwirtschaftlichen Betriebe der Holding in Castrops Wohnung, wo Söhnlein alles für ein romantisches Abendessen vorbereitet und nebenher einige Wanzen installiert hat. Kurz darauf kommt es in der Firma zu einem Schlagabtausch zwischen Ursula und Beate. Während die eine sich dafür ausspricht, den Landwirtschaftszweig zu behalten und u. a. den Reiterhof zu einem Therapiezentrum für behinderte Menschen umzubauen, macht die andere öffentlich Stimmung gegen diese Pläne. Nach einem solchen spannungsgeladenen Aufeinandertreffen der beiden Kontrahentinnen treffen sich Castrop und Ursula. Beobachtet werden sie vom Paparazzo Zapatka, der in Beates Auftrag kompromittierende Fotos machen soll. So erfährt der Fürst bald von der Affäre seiner Frau und fliegt zu einem Freund nach Paris. Auch Leo hat die Fürstin verlassen, nachdem sie sich durch ihre Liaison mit Castrop in Gefahr gebracht hatte. Nun holt Ursula ihn zurück, damit er Friedrich findet, der ihr seinen Aufenthaltsort nicht mitgeteilt hat. Der Fürst reist derweil von Paris nach London und besucht Christine Duchess of Stoneham. Als Ursula davon erfährt, begibt auch sie sich nach Großbritannien.
Professor Oberndorf hat Beate einen Heiratsantrag gemacht. Die beiden wollen ein neues Leben beginnen. Das möchte auch Dr. Gesswein. Er hat seine große Liebe Jennifer Annast wiedergetroffen, muss allerdings feststellen, dass sie ihn über ihr Vorleben als Prostituierte im Unklaren gelassen hat. Nachdem Jennifer wegen seiner Zurückweisung einen Selbstmordversuch begeht, stellt Ulrich schließlich fest, wie sehr er sie liebt und kehrt zu ihr zurück.
Christine Duchess of Stoneham hat sich entschlossen, mit ihrer Tochter und ihrem Schwiegersohn nach Deutschland zu kommen und auf Schloss Thorwald zu leben. Laura verlässt selbiges indessen, nachdem sie einsehen musste, dass ihre Liebe zu Benjamin unerwidert bleiben wird. Ursula bemüht sich weiterhin um eine Entspannung des Verhältnisses zu Dr. Gesswein. Ein Abendessen im kleinen Kreis soll diese befördern. Zwar erscheinen Gesswein und Jennifer, doch Benjamin bleibt verschwunden. Schließlich macht sich Ursula voller Sorge zu Pferde auf die Suche nach ihm. Sie findet den jungen Mann verletzt auf einem Feld, wo er ihr seine Liebe gesteht.

## Besetzung
| Schauspieler       | Rollenname                                                          | Folgen |
| ------------------ | ------------------------------------------------------------------- | ------ |
| Maximilian Schell  | Fürst Friedrich von Thorwald †                                      | 1–37   |
| Rike Schmid        | Ursula Kaminski, geb. Gräfin von Lichtenthal, verh. von Thorwald †  | 1–33   |
| Daniela Ziegler    | Fürstin Beate von Thorwald                                          | 1–40   |
| Wanja Mues         | Benjamin von Thorwald                                               | 1–31   |
| Tessa Mittelstaedt | Cynthia von Thorwald, geschiedene Gräfin von Baldung, verh. Castrop | 1–40   |
| Stefan Hunstein    | Dr. Dieter Jennewein                                                | 1–10   |
| Roland Koch        | Dr. Ulrich Gesswein                                                 | 1–36   |
| Siemen Rühaak      | Gernot Graf von Baldung                                             | 1–13   |
| Hans Peter Korff   | Joseph Bachschuster                                                 | 1–40   |
| Oliver Mommsen     | Paul Danner                                                         | 1–12   |
| Mirjam Heller      | Jutta Fabian †                                                      | 1–5    |
| Michael König      | Prof. Martin Oberndorf                                              | 13–40  |
| Norman Kalle       | Leo Bachschuster                                                    | 13–40  |
| Dorka Gryllus      | Gräfin Laura von Boronski                                           | 13–23  |
| Jens Atzorn        | Norbert Söhnlein                                                    | 13–23  |
| Andrea Jonasson    | Christine Duchess of Stoneham                                       | 15–32  |
| Florian Fitz       | Robert Castrop                                                      | 16–40  |
| Melika Foroutan    | Jennifer Annast, verh. Gesswein †                                   | 18–26  |
| Hendrik Borgmann   | Ulf Kirchhoff                                                       | 24–40  |
| Anja Schüte        | Iris Wohlfahrt                                                      | 26–35  |
| Arthur Brauss      | John McGregor                                                       | 26–35  |
| Dennenesch Zoudé   | Emily McGregor                                                      | 29–31  |
| Julia Stinshoff    | Sophia von Waldow (Bäumler)                                         | 32–40  |
| Thomas Heinze      | Dr. Thomas Baumgartner (Pater)                                      | 33–40  |
| Franco Nero        | Herzog Massimo di Romano                                            | 34–40  |

## Ausstrahlung in Deutschland
Die erste Staffel wurde im Herbst 2003 zur Hauptsendezeit ausgestrahlt. Durchschnittlich wurde sie von 4,33 Millionen Zuschauern bei einem Marktanteil von circa 14 Prozent verfolgt.
Am 14. September 2005 wurde zum Start der zweiten Staffel eine Doppelfolge in Spielfilmlänge im ZDF ausgestrahlt. Insgesamt sahen 5,4 Millionen Zuschauer bei 17,2 Prozent die Auftaktfolge. In der werberelevanten Zielgruppe waren es 1,15 Millionen Zuschauer bei einem Marktanteil von 8,6 Prozent. Die zweite Staffel verfolgten durchschnittlich 4,83 Millionen Zuschauer bei einem Marktanteil von 15,1 Prozent. In der werberelevanten Zielgruppe lag der Marktanteil nur bei 6,1 Prozent. Bereits zum Ende der zweiten Staffel wurde eine dritte Staffel angekündigt.
Auch die dritte Staffel startete am 17. Januar 2007 mit einer Doppelfolge in Spielfilmlänge. Die Staffel konnte weniger gute Einschaltquoten vorweisen: So verfolgten am 11. April 2007 nur 3,50 Millionen Zuschauer die Serie. Am 18. Juli 2007 waren es 3,40 Millionen Zuschauer bei einem Marktanteil von 13,2 Prozent. Im Schnitt verfolgten 3,50 Millionen Zuschauer bei einem Marktanteil von 11,5 Prozent die dritte Staffel.
Bereits kurz nach dem Start der dritten Staffel wurde bekannt, dass sowohl Maximilian Schell als auch Rike Schmid die Serie nach Ablauf der Staffel verlassen. Thomas Heinze und Julia Stinshoff sollten als Hauptcharaktere weitergeführt werden.

## Episodenliste
| Nummer | Staffel | Episodentitel                                 | Erstausstrahlung |
| ------ | ------- | --------------------------------------------- | ---------------- |
| 1      | 1.1     | Brautschau                                    | 17.09.2003       |
| 2      | 1.2     | Hochzeitsnacht                                | 01.10.2003       |
| 3      | 1.3     | Verräter                                      | 08.10.2003       |
| 4      | 1.4     | Kampfansage                                   | 15.10.2003       |
| 5      | 1.5     | Attentat                                      | 22.10.2003       |
| 6      | 1.6     | Traumhochzeit                                 | 05.11.2003       |
| 7      | 1.7     | Radikalkur                                    | 12.11.2003       |
| 8      | 1.8     | Verschwörung                                  | 26.11.2003       |
| 9      | 1.9     | Abschied                                      | 03.12.2003       |
| 10     | 1.10    | Traumreise                                    | 10.12.2003       |
| 11     | 1.11    | Romanze in Moll (1)                           | 17.12.2003       |
| 12     | 1.12    | Romanze in Moll (2) – Heimkehr                | 17.12.2003       |
| 13     | 2.1     | Ein falscher Schritt (1)                      | 14.09.2005       |
| 14     | 2.2     | Ein falscher Schritt (2) – Auf eigene Faust   | 14.09.2005       |
| 15     | 2.3     | Ein letzter Versuch                           | 21.09.2005       |
| 16     | 2.4     | In letzter Sekunde                            | 28.09.2005       |
| 17     | 2.5     | Ein neues Leben                               | 05.10.2005       |
| 18     | 2.6     | Schlange im Paradies                          | 12.10.2005       |
| 19     | 2.7     | Die große Versuchung (1)                      | 19.10.2005       |
| 20     | 2.8     | Die große Versuchung (2) – Wolf im Schafspelz | 19.10.2005       |
| 21     | 2.9     | Falsches Spiel                                | 02.11.2005       |
| 22     | 2.10    | Ultimatum                                     | 02.11.2005       |
| 23     | 2.11    | Stimme des Herzens                            | 16.11.2005       |
| 24     | 3.1     | Schatten über dem Glück (1)                   | 17.01.2007       |
| 25     | 3.2     | Schatten über dem Glück (2)                   | 17.01.2007       |
| 26     | 3.3     | Dunkle Wolken                                 | 24.01.2007       |
| 27     | 3.4     | Schlag auf Schlag                             | 31.01.2007       |
| 28     | 3.5     | Mordverdacht                                  | 21.02.2007       |
| 29     | 3.6     | Abschiedsbrief                                | 28.02.2007       |
| 30     | 3.7     | Freundschaft                                  | 07.03.2007       |
| 31     | 3.8     | Böse Überraschung                             | 21.03.2007       |
| 32     | 3.9     | Vergeben und vergessen                        | 11.04.2007       |
| 33     | 3.10    | Gefährliche Strömung                          | 02.05.2007       |
| 34     | 3.11    | Erpressung                                    | 09.05.2007       |
| 35     | 3.12    | Ein guter Stern                               | 16.05.2007       |
| 36     | 3.13    | Himmelwärts                                   | 23.05.2007       |
| 37     | 3.14    | Geheimnisvolle Reise                          | 30.05.2007       |
| 38     | 3.15    | Die Söhne des Fürsten                         | 13.06.2007       |
| 39     | 3.16    | Verluste                                      | 20.06.2007       |
| 40     | 3.17    | Nicolai                                       | 27.06.2007       |
| 41     | 3.18    | Mutterglück                                   | 04.07.2007       |
| 42     | 3.19    | Familienbande                                 | 11.07.2007       |
| 43     | 3.20    | Machtspiele                                   | 18.07.2007       |

## Medien

### DVD
- Die erste Staffel der Serie erschien am 21. August 2006 auf DVD.
- Die zweite Staffel erschien am 14. Juli 2008 auf DVD.
- Die dritte Staffel erschien am 22. September 2008 auf DVD.